# Carmen Kass
Carmen Kass (ur. 14 września 1978 w Tallinnie) – estońska modelka.

## Kariera
Carmen Kass urodziła się w Tallinnie, ale dorastała w Paide. W wieku osiemnastu lat przeprowadziła się do Paryża, gdzie rozpoczęła karierę modelki. Pojawiła się na okładkach francuskiego i amerykańskiego Vogue, australijskiego Elle, brytyjskiego Image, Madame Figaro i francuskiego Numero.
Jej karierą pokierowała Anna Wintour i od 1999 roku Kass szła po wybiegach takich projektantów jak: Marc Jacobs, Michael Kors, Calvin Klein, Ralph Lauren, Donna Karan oraz Dolce & Gabbana. Pozowała i brała udział w reklamach takich marek i projektantów jak: Klein, Chanel, Gucci, Donna Karan, Dsquared2, Versace, Givenchy, Fendi, Max Mara, Valentino, Ralph Lauren i General Motors. Wystąpiła również w kampanii reklamowej Gap Inc. i była rzecznikiem Revlon, Sephora i perfum Diora J'adore. Obecnie jest rzecznikiem firmy Max Factor.
Związana jest z Erikiem Lobron.
W lutym 2004 roku Carmen dołączyła do Partii Res Publica. Kandydowała do Parlamentu Europejskiego po tym jak Estonia dołączyła do Unii Europejskiej. Zdobyła około 2000 głosów, ale nie została wybrana do parlamentu.